# آلبرت ادواردز (بازیکن فوتبال)
آلبرت ادواردز (انگلیسی: Albert Edwards؛ – 1918) بازیکن فوتبال بود.
از باشگاه‌هایی که در آن بازی کرده‌است می‌توان به باشگاه فوتبال بریستول سیتی اشاره کرد.